# Vlag van Moerdijk

Vlag van de gemeente Moerdijk

De vlag van Moerdijk is op 27 november 1997 vastgesteld als de gemeentelijke vlag van de Noord-Brabantse gemeente Moerdijk (op dat moment nog Zevenbergen genaamd). De beschrijving van de vlag luidt als volgt:
Twee even hoge banen, van wit en groen, met een lengte van een derde en vier even hoge banen van zwart en geel, met een lengte van twee derde van de vlaglengte. In de witte baan is een rood schuinkruisje geplaatst en in de groene baan een witte malie, beide figuren met een hoogte van twee vijfde van de vlaghoogte.
Zwart en geel vormen in het dundoek het meest opvallende element, omdat ze evenals de zoom van het wapen, de naam van de gemeente in beeld brengen. Het ontwerp was van de Noord-Brabantse Commissie voor Wapen- en Vlaggenkunde. De kleuren van de vlag en de afgebeelde figuren zijn afgeleid van het gemeentewapen.

## Verwante afbeelding

Wapen van Moerdijk

Alphen-Chaam · Altena · Asten · Baarle-Nassau · Bergeijk · Bergen op Zoom · Bernheze · Best · Bladel · Boekel · Boxtel · Breda · Cranendonck · Deurne · Dongen · Drimmelen · Eersel · Eindhoven · Etten-Leur · Geertruidenberg · Geldrop-Mierlo · Gemert-Bakel · Gilze en Rijen · Goirle · Halderberge · Heeze-Leende · Helmond · 's-Hertogenbosch · Heusden · Hilvarenbeek · Laarbeek · Land van Cuijk · Loon op Zand · Maashorst · Meierijstad · Moerdijk · Nuenen, Gerwen en Nederwetten · Oirschot · Oisterwijk · Oosterhout · Oss · Reusel-De Mierden · Roosendaal · Rucphen · Sint-Michielsgestel · Someren · Son en Breugel · Steenbergen · Tilburg · Valkenswaard · Veldhoven · Vught · Waalre · Waalwijk · Woensdrecht · Zundert